# Sea Patrol
Sea Patrol ou Patrouille des mers au Québec, est une série télévisée australienne en 68 épisodes de 43 minutes créée par Di et Hal McElroy, et diffusée entre le 5 juillet 2007 et le 12 juillet 2011 sur Nine Network.
La série a été diffusée en France à partir du 4 janvier 2009 sur 13ème rue, au Québec à partir du 11 juillet 2011 à Séries+, en Suisse sur RTS Un (2010) puis sur Rouge TV (2016) et en Belgique sur La Une et sur La Deux.

## Synopsis
Le feuilleton Sea Patrol raconte les aventures de l'équipage du patrouilleur militaire australien HMAS Hammersley, impliqué dans la lutte contre la traite des êtres humains, la piraterie, les meurtres en haute mer, la pêche illégale, l'immigration clandestine ou encore la contrebande.
L'équipage de 24 marins, hommes et femmes, est dirigé par le capitaine Mike Flynn (appelé 'Commandant'), secondé par le lieutenant de vaisseau Kate McGregor (appelée 'Capitaine').

## Distribution

### Équipage
Officiers
- Ian Stenlake (VFB : Olivier Cuvellier) : capitaine de corvette puis capitaine de frégate Mike 'CO' Flynn, commandant ('Commandant' en version française)
- Lisa McCune (VFB : Véronique Biefnot) : lieutenant de vaisseau Kate 'XO' McGregor, officier en second ('Capitaine' en version française)
- Saskia Burmeister (VFB : Dominique Wagner) : lieutenant de vaisseau Nikki 'Nav' Caetano, navigatrice ('Navis' en version française) (Saisons 1-3)

Barreur, médecin, capitaine des Armes
- Matthew Holmes (VFB : Philippe Allard) : premier maître Chris 'Swain' Blake, barreur, capitaine d'armes et Médic

Opérateur radio
- Kristian Schmid (VFB : Thierry Janssen) : second maître Robert J. 'RO' Dixon, opérateur radio ('Tac-Tac' en version française)

Chef Mécanicien
- John Batchelor (VFB : Jean-Marc Delhausse) : premier maître Andy 'Charge' Thorpe, chef mécanicien

Chefs Manœuvrier
- Jeremy Lindsay Taylor (en) (VFB : Bruno Bulté) : quartier-maître Pete 'Buffer' Tomaszewski, chef manœuvrier (Saisons 1-3)
- Conrad Coleby : premier maître Dylan 'Dutchy' Mulholland, chef manœuvrier (Saisons 4-5)

Chefs Cuisinier :
- Josh Lawson (VFB : Aurélien Ringelheim) : matelot Toby 'Chefo' Jones, chef cuisinier (Saison 1)
- Kirsty Lee Allan (VFB : Marcha Van Boven) : matelot Rebecca 'Bomber' Brown, chef cuisinier, adjoint médic (Saisons 2-4)
- Danielle Horvat (VFB : Julie Basecqz) : matelot Jessica Bird, chef cuisinier, adjoint médic (Saisons 4-5)

Électromécaniciens
- David Lyons (VFB : Alexandre Crépet) : second maître Josh 'E.T' Holliday, électromécanicien ('Eddy' en version française) (Saisons 1-3)
- Nikolai Nikolaeff (VFB : Xavier Percy) : matelot Leo '2-Dads' Kosov Meyer, électromécanicien (Saisons 3-5)

Autres
- Tye Harper (VFB : Sébastien Hébrant) : Matelot John "Jeffah" Jaffah (saison 1)
- Jay Ryan (VFB : Christophe Hespel) : matelot Billy 'Spider' Webb, manœuvrier (Saisons 1-3)
- Dominic Deutscher : aspirant Ryan White (Saison 5)

### Autres personnages
- Steve Bisley (VFB : Martin Spinhayer) : Commandant Steven « Steve » Marshall (saisons 1-3)
- Sibylla Budd (en) (VFB : France Bastoen) : Docteur Ursula Morrell (saison 1)
- Martin Lynes (en) : Richard « Rick » Gallagher (saison 1)
- Morgan O'Neill : Lieutenant Darryl Smith (saison 1)
- Christopher Stollery (en) (VFB : Franck Dacquin) : Agent fédéral Gregory « Greg » Murphy (saison 1)
- Yvonne Strahovski : Agent fédéral Martina Royce (saison 1)
- Pearl Tan (en) : Agent fédéral Alicia Turnball (saison 1)
- Ditch Davey (en) : Capitaine Jim Roth (saisons 2 et 5)
- Andrew Buchanan : Campbell Fulton (saisons 2-3)
- Dajana Cahill : Carly Walsman (saison 2)
- Alan Dale : Ray Walsman (saison 2)
- Eugene Gilfedder : Finn McLean (saison 2)
- Ray Tiernan : Zhenya (saison 2)
- James Stewart : Zan (saison 2)
- Anthony Edwards : Viktor (saison 2)
- Geoff Morrell : Lieutenant-commandant Jack Freeman (saison 2)
- Mirko Grillini : Emile / Malcolm « Mal » Scarpia (saisons 3 et 5)
- Robert Coleby (en) : Lang Calwell (saison 3)
- Blair McDonough (en) : Matt Robsenn (saison 3)
- Jessica Napier (en) : Simone Robsenn (saison 3)
- Tammy MacIntosh (en) : Commandant Maxine « Knocker » White (saisons 4-5)
- Jerome Ehlers : Peter (saison 4)
- Steve Bastoni : Steve Coburn (saison 4)
- Sean Taylor : Wessel Berkleman (saison 4)
- Tim Campbell (en) : Harry Edwards (saison 4)
- Renai Caruso (en) : Madelaine Cruise (saison 5)

- Version française
  - Société de doublage : Dubbing Brothers[1]
  - Direction artistique : Jennifer Baré & Laurent Vernin[2]
  - Adaptation des dialogues : Alain Berguig, Flaminio Corcos, Chantal Bugalski & Félice Seurin[2]

 Source et légende : version française (VF) sur RS Doublage et Doublage Série Database

## Commentaires
La plupart des membres de l'équipage sont désignés non par leur nom mais par un surnom : le médecin 'Swain', le chef mécanicien 'Charge', le chef cuisinier 'Chefo//Bomber', l'opérateur radio 'Tac Tac', l'électromécanicien 'Eddy//2-Dads', le matelot 'Spider'…
Certains des membres de l'équipage nouent une relation amoureuse que le règlement militaire interdit au sein de l'armée. Tel est le cas de 'Navis' et 'Eddy', de 'Bomber' et '2-Dads' et même du 'Commandant' et du 'Capitaine'. Sa relation illicite avec 'Navis' amène 'Eddy' à décider de démissionner de l'armée, ce qu'il n'aura pas le temps de faire avant de mourir (épisode Amours Défuntes, saison 3). 'Bomber' quittera l'armée à la suite de sa relation amoureuse avec '2-Dads' durant la quatrième saison de la série et sera remplacée par 'Bird' comme chef cuisinier.

## Épisodes

### Première saison (2007)
1. Bienvenue à bord (Welcome Aboard)
2. Sous l'océan (What Lies Beneath)
3. Vaisseau fantôme (Ghost of Things Past)
4. Méduses mortelles (Irukandji)
5. Les Éco terroristes (Under the Radar)
6. Cargaison précieuse (Precious Cargo)
7. Sauvez-moi (Rescue Me)
8. Deux enfants et un canot (Through the Storm)
9. Sous la protection du marteau (Under the Hammer)
10. L'Île aux crocodiles (Damage Control)
11. Cap sur Bright Island (Chinese Whispers)
12. Menace terroriste (Deep Water)
13. L'Heure de vérité (Cometh the Hour)

### Deuxième saison (2008)
1. Les Chiens de guerre (The Dogs of War)
2. Serpents (Fortune Favours)
3. Prise d'Otage sur le Hammersley (Takedown)
4. Les SAS (Heaven Born Captains)
5. Vogue la Galère (Giving Up the Dead)
6. Grippe Aviaire (Birds)
7. La Partie émergée de l'iceberg (Hidden Agendas)
8. Par-dessus bord (Heart of Glass)
9. Navigation en eaux troubles (Shadow Line)
10. Opération extraction (Rules of Engagement)
11. Devoir et désobéissance (A Brilliant Career)
12. Nos meilleurs ennemis (Friends Close, Enemies Closer)
13. Coup d'état aux Samaru (Soldiers of Fortune)

### Troisième saison (2009)
1. Amours défuntes (Catch and Release)
2. La Nouvelle Recrue (Monkey Business)
3. Poupées chinoises (China Dolls)
4. Commando (Guns)
5. Le Filet fantôme (Ghost Net)
6. Bombe à bord (Oh Danny Boy)
7. Aube pourpre (Half Life)
8. Rendez-vous (Red Sky Morning)
9. Des perles aux cochons (Pearls Before Swine)
10. Champ de mines (Safeguard)
11. Overdose (Secret Cargo)
12. L'Or noir (Black Gold)
13. Détournement (Red Reef)

### Quatrième saison (2010)
1. La Nuit des longs couteaux (Night of the Long Knives)
2. Les Larmes de crocodile (Crocodile Tears)
3. Le Bon Chargement (The Right Stuff)
4. Garde partagée (Ransom)
5. Le Paradis perdu (Paradise Lost)
6. Gros poisson (Big Fish)
7. Un homme à la mer (Shoes of the Fisherman)
8. Donneur universel (The Universal Donor)
9. Les Démons du passé (Dutch Courage)
10. Voleurs de bétails (Rawhide)
11. Solidarité en pleine mer (Brotherhood of the Sea)
12. Vendetta dans la jungle (Rumble in the Jungle)
13. Pirates (Soft Target)
14. Jeu dangereux (Live Catch)
15. Naufrage corps et âme (Flotsam and Jetsam)
16. Eaux profondes (In Too Deep)

### Cinquième saison (2011)
1. Attentat suicide (The Third Man)
2. Œil pour œil (Eye for an Eye)
3. Crime passionnel (Crimes of Passion)
4. Trésor de guerre (Spoils of War)
5. Zone sinistrée (Dead Zone)
6. Le Marchand d'armes (The Stinger)
7. Chargement nocturne (Black Flights)
8. Sauvetage en eaux profondes (Lifeline)
9. Dangereuse manipulation (Dead Sea)
10. Chasse à l'homme (The Hunted)
11. Le Lendemain matin (The Morning After)
12. Il faut sauver l'aspirant Ryan (Saving Ryan)
13. Attaque nucléaire (One Perfect Day)